# 鱗𪘅科
鱗嚙蟲科（學名：Lepidopsocidae）是啮虫目（Psocodea）物種中最細小的亞目小啮虫亚目之下的四個現存科之一，有超過200個物種，皆為有鱗翅的樹蝨。

## 概說
與其他小啮虫亚目物種一樣，本科物種的觸角由22到50節組成，有三節跗節。
肛側板肛門脊柱。全身及前翅有鱗片及剛毛覆蓋。根據支序生物學對細胞核的18S rDNA、粒腺體的16S rDNA及Histone三組基因的分析，認為本科物種為單系群。這項結果亦與外貌比對分析相乎。

## 物種
本科物種仍然依從1906年的分類，大致可分為下列五個亞科：
- Thylacellinae
- Perientominae
- Lepidopsocinae
- Echinopsocinae
- Lepolepinae